# Mark Chesnutt

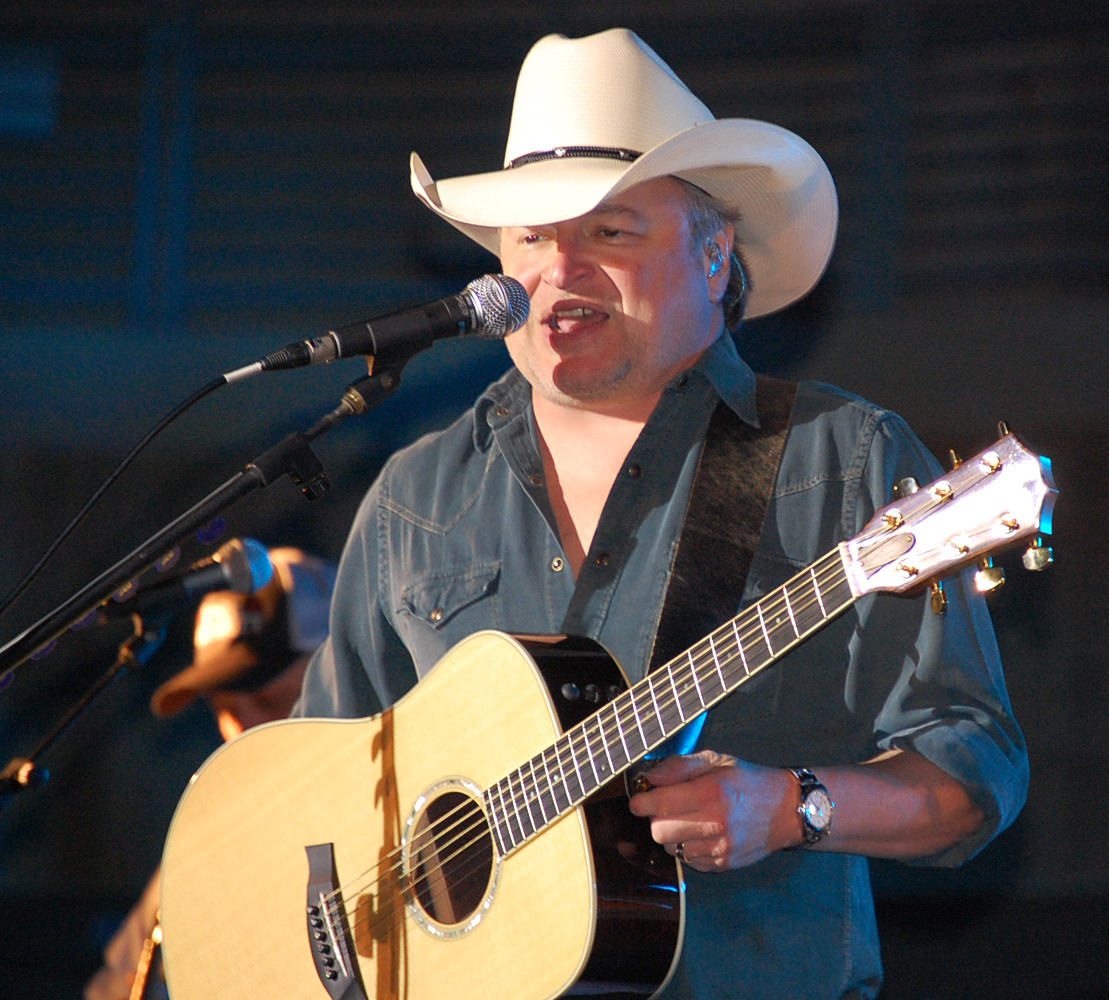
Mark Chesnutt, 2010

Mark Chesnutt (* 6. September 1963 in Beaumont, Texas) ist ein US-amerikanischer Country-Sänger.

## Anfänge
Als Sohn von Bob Chesnutt der in den 1960er und 1970er Jahren bei kleineren Labels einige Singles eingespielt hatte, kam Mark schon früh mit Country-Musik in Berührung. Die umfangreiche Schallplattensammlung seines Vaters stellte eine nahezu unerschöpfliche Quelle von klassischen Country-Songs dar (aufgrund seines in Kindheitstagen angeeigneten Repertoires von mehr als 1000 Songs wird Mark Chesnutt auch als „menschliche Jukebox“ bezeichnet).
Mit 16 Jahren stieg er in die Band seines Vaters ein. Wenig später verließ er die Schule, um professioneller Musiker zu werden. In den nächsten zehn Jahren verdiente er seinen Lebensunterhalt durch Auftritte in der lokalen Musikszene. Bei einem Club in Beaumont fand er ein ständiges Engagement. Wie ehemals sein Vater spielte er für kleinere Labels einige Singles ein, darunter Too Cold At Home.

## Karriere
Durch Too Cold At Home wurde man in Nashville auf Mark Chesnutt aufmerksam. Die Single wurde 1990 beim renommierten MCA Label wiederveröffentlicht und erreichte Platz drei der Country-Charts. Das gleichnamige, von Mark Wright produzierte Album wurde mit Platin ausgezeichnet. Ein Jahr später gelang ihm mit Brother Jukebox der erste Nummer-1-Hit. Zwei weitere Singleauskopplungen schafften es in die Top-10. Um seinen Erfolg abzusichern, gab er 1991 mit seiner New South Band mehr als 300 Konzerte. Tragischerweise verstarb sein Vater und Förderer in dem Jahr, in dem er seinen Durchbruch schaffte.
Sein zweites Album Longnecks And Short Stories erschien 1992. Mehrere Singles schafften es in die Top-10, Old Flames Have New Names und I’ll Think Of Something erreichten Platz eins. 1993 erhielt er den CMA Horizon Award des vielversprechendsten Nachwuchsmusikers. Sein Album Almost Goodbye wurde über eine Million Mal verkauft und erreichte Platinstatus. Mark Chesnutt galt in diesen Jahren als ein Sänger mit purem Country-Feeling. Sein unverfälschter Honky Tonk mit Songs voller Schmerz und Selbstmitleid brachten ihm gleichermaßen die Anerkennung der Szene und des Publikums ein.
Bis Ende des Jahrzehnts gelangen ihm immer wieder hohe Hitparadenplatzierungen, wenn auch nicht jeder Song ein Erfolg war. Chesnutt stand oft im Schatten der Superstars Garth Brooks, Clint Black und Alan Jackson, schaffte es aber, eine treue Fangemeinde um sich zu scharen.
Mit einer Coverversion des Aerosmith-Welthits I Don’t Want to Miss a Thing gelangte Chesnutt zwar Anfang 1999 bis auf Platz eins der Country- und sogar auf Platz 18 der Pop-Charts, jedoch fügte diese am Mainstream orientierte Aufnahme seiner Karriere langfristig Schaden zu. Er selbst sagte später, dass er das Cover nur auf Druck seiner Plattenfirma aufgenommen und sie regelrecht gehasst habe. Viele Fans hätten sich von ihm abgewandt und große Namen des Genres wie George Jones hätten ihn für das Cover kritisiert. Nach diesem zweifellos kommerziellen Höhepunkt gingen die Verkäufe seiner CDs dramatisch zurück und seine Singles erreichen nicht mehr die vorderen Plätze der Charts. Letztmals platzierte er sich im Jahr 2009.
Chesnutt wechselte einige Male die Plattenfirma, konnte aber nicht mehr an vergangene Erfolge anknüpfen. Seit 2012 veröffentlicht er Alben auf seinem eigenen Label „Nada Dinero“.

## Diskografie

### Studioalben
| Jahr | Titel Musiklabel                                                               | Höchstplatzierung, Gesamtwochen, AuszeichnungChartplatzierungen (Jahr, Titel, Musiklabel, Platzierungen, Wochen, Auszeichnungen, Anmerkungen) | Höchstplatzierung, Gesamtwochen, AuszeichnungChartplatzierungen (Jahr, Titel, Musiklabel, Platzierungen, Wochen, Auszeichnungen, Anmerkungen) | Anmerkungen                              |
| Jahr | Titel Musiklabel                                                               | US | Country | Anmerkungen                              |
| ---- | ------------------------------------------------------------------------------ | --- | --- | ---------------------------------------- |
| 1988 | Doing My Country Thing Axbar Records                                           | — | — | Erstveröffentlichung: 1988               |
| 1990 | Too Cold At Home MCA                                                           | US132 Platin · (38 Wo.)US | Country12 (103 Wo.)Country | Erstveröffentlichung: 14. September 1990 |
| 1992 | Longnecks & Short Stories MCA                                                  | US68 Platin · (57 Wo.)US | Country9 (80 Wo.)Country | Erstveröffentlichung: 17. März 1992      |
| 1993 | Almost Goodbye MCA                                                             | US43 Platin · (48 Wo.)US | Country6 (61 Wo.)Country | Erstveröffentlichung: 22. Juni 1993      |
| 1994 | What a Way to Live Decca                                                       | US98 Gold · (17 Wo.)US | Country15 (48 Wo.)Country | Erstveröffentlichung: 13. September 1994 |
| 1995 | Wings Decca                                                                    | US116 (4 Wo.)US | Country24 (23 Wo.)Country | Erstveröffentlichung: 3. Oktober 1995    |
| 1997 | Thank God For Believers Decca                                                  | US165 (4 Wo.)US | Country25 (24 Wo.)Country | Erstveröffentlichung: 23. September 1997 |
| 1999 | I Don’t Want To Miss A Thing Decca                                             | US65 (7 Wo.)US | Country6 (22 Wo.)Country | Erstveröffentlichung: 9. Februar 1999    |
| 2000 | Lost In The Feeling MCA                                                        | — | Country53 (4 Wo.)Country | Erstveröffentlichung: 17. Oktober 2000   |
| 2002 | Mark Chesnutt Columbia                                                         | US184 (1 Wo.)US | Country23 (19 Wo.)Country | Erstveröffentlichung: 21. Mai 2002       |
| 2004 | Savin’ The Honky Tonk Vivaton! Records                                         | US170 (1 Wo.)US | Country23 (6 Wo.)Country | Erstveröffentlichung: 21. September 2004 |
| 2006 | Heard It In A Love Song Vivaton! Records                                       | — | — | Erstveröffentlichung: 5. September 2006  |
| 2008 | Rollin’ With The Flow Lofton Creek Records                                     | — | Country35 (5 Wo.)Country | Erstveröffentlichung: 24. Juni 2008      |
| 2010 | Outlaw Saguaro Road                                                            | — | Country35 (7 Wo.)Country | Erstveröffentlichung: 22. Juni 2010      |
| 2016 | Tradition Lives Row Entertainment                                              | — | Country22 (1 Wo.)Country | Erstveröffentlichung: 8. Juli 2016       |
| 2017 | Duets Nada Dinero Records                                                      | — | — | Erstveröffentlichung: 2017               |
| 2017 | The Early Years Nada Dinero Records                                            | — | — | Erstveröffentlichung: November 2017      |
| 2018 | Gone But Not Forgotten... A Tribute Album by Mark Chesnutt Nada Dinero Records | — | — | Erstveröffentlichung: Dezember 2018      |

### Livealben
- 2011: Live from the Big D
- 2012: Your Room
- 2021: Live From the Honky Tonk

### Kompilationen
| Jahr | Titel Musiklabel  | Höchstplatzierung, Gesamtwochen, AuszeichnungChartplatzierungen (Jahr, Titel, Musiklabel, Platzierungen, Wochen, Auszeichnungen, Anmerkungen) | Höchstplatzierung, Gesamtwochen, AuszeichnungChartplatzierungen (Jahr, Titel, Musiklabel, Platzierungen, Wochen, Auszeichnungen, Anmerkungen) | Anmerkungen                             |
| Jahr | Titel Musiklabel  | US | Country | Anmerkungen                             |
| ---- | ----------------- | --- | --- | --------------------------------------- |
| 1996 | Greatest Hits MCA | US130 Platin · (14 Wo.)US | Country18 (66 Wo.)Country | Erstveröffentlichung: 19. November 1996 |

Weitere Kompilationen
- 2001: 20th Century Masters: The Millennium Collection
- 2015: Greatest Hits II
- 2016: Greatest Hits II (Deluxe Edition)
- 2016: Mark’s Favorite Album Cuts (Fan Club Exclusive)

### EPs
- 2016: Christmas
- 2020: Numbers On the Jukebox
- 2021: 6 Pack Summer Mix Tape

### Singles
| Jahr | Titel Album                                              | Höchstplatzierung, Gesamtwochen, AuszeichnungChartplatzierungen (Jahr, Titel, Album, Platzierungen, Wochen, Auszeichnungen, Anmerkungen) | Höchstplatzierung, Gesamtwochen, AuszeichnungChartplatzierungen (Jahr, Titel, Album, Platzierungen, Wochen, Auszeichnungen, Anmerkungen) | Anmerkungen                      |
| Jahr | Titel Album                                              | US | Country | Anmerkungen                      |
| --- | -------------------------------------------------------- | --- | --- | -------------------------------- |
| 1990 | Too Cold at Home                                         | — | Country3 (20 Wo.)Country |                                  |
| 1990 | Brother Jukebox Too Cold at Home                         | — | Country1 (20 Wo.)Country |                                  |
| 1991 | Blame It on Texas Too Cold at Home                       | — | Country5 (20 Wo.)Country |                                  |
| 1991 | Your Love Is a Miracle Too Cold at Home                  | — | Country3 (20 Wo.)Country |                                  |
| 1991 | Broken Promise Land Too Cold at Home                     | — | Country10 (20 Wo.)Country |                                  |
| 1992 | Old Flames Have New Names Longnecks & Short Stories      | — | Country5 (20 Wo.)Country |                                  |
| 1992 | I’ll Think of Something Longnecks & Short Stories        | — | Country1 (20 Wo.)Country |                                  |
| 1992 | Bubba Shot the Jukebox Longnecks & Short Stories         | US— GoldUS | Country4 (25 Wo.)Country |                                  |
| 1993 | Ol’ Country Longnecks & Short Stories                    | — | Country4 (20 Wo.)Country |                                  |
| 1993 | It Sure Is Monday Almost Goodbye                         | — | Country1 (20 Wo.)Country |                                  |
| 1993 | Almost Goodbye                                           | — | Country1 (20 Wo.)Country |                                  |
| 1993 | I Just Wanted You to Know Almost Goodbye                 | — | Country1 (20 Wo.)Country |                                  |
| 1994 | Woman, Sensuous Woman Almost Goodbye                     | — | Country21 (20 Wo.)Country |                                  |
| 1994 | She Dreams What a Way to Live                            | — | Country6 (20 Wo.)Country |                                  |
| 1994 | Goin’ Through the Big D What a Way to Live               | — | Country2 (20 Wo.)Country |                                  |
| 1995 | Gonna Get a Life What a Way to Live                      | — | Country1 (20 Wo.)Country |                                  |
| 1995 | Down in Tennessee What a Way to Live                     | — | Country23 (17 Wo.)Country |                                  |
| 1995 | Trouble Wings                                            | — | Country18 (20 Wo.)Country |                                  |
| 1996 | It Wouldn’t Hurt to Have Wings Wings                     | — | Country7 (20 Wo.)Country |                                  |
| 1996 | Wrong Place, Wrong Time Wings                            | — | Country37 (20 Wo.)Country |                                  |
| 1996 | It’s a Little Too Late Greatest Hits                     | — | Country1 (23 Wo.)Country |                                  |
| 1997 | Let It Rain Greatest Hits                                | — | Country8 (20 Wo.)Country |                                  |
| 1997 | Thank God for Believers                                  | — | Country2 (21 Wo.)Country |                                  |
| 1997 | It’s Not Over Thank God for Believers                    | — | Country34 (13 Wo.)Country | mit Alison Krauss and Vince Gill |
| 1998 | I Might Even Quit Lovin’ You Thank God for Believers     | — | Country18 (20 Wo.)Country |                                  |
| 1998 | Wherever You Are Thank God for Believers                 | — | Country45 (9 Wo.)Country |                                  |
| 1998 | I Don’t Want to Miss a Thing                             | US17 (20 Wo.)US | Country1 (25 Wo.)Country | Original: Aerosmith              |
| 1999 | This Heartache Never Sleeps I Don’t Want to Miss a Thing | — | Country17 (21 Wo.)Country |                                  |
| 2000 | Fallin’ Never Felt So Good Lost in the Feeling           | — | Country52 (10 Wo.)Country |                                  |
| 2000 | Lost in the Feeling                                      | — | Country59 (10 Wo.)Country |                                  |
| 2001 | A Good Way to Get on My Bad Side Ten Rounds              | — | Country21 (20 Wo.)Country | mit Tracy Byrd                   |
| 2002 | She Was Mark Chesnutt                                    | US62 (11 Wo.)US | Country11 (33 Wo.)Country |                                  |
| 2002 | I Want My Baby Back Mark Chesnutt                        | — | Country47 (10 Wo.)Country |                                  |
| 2003 | I’m in Love With a Married Woman Mark Chesnutt           | — | Country48 (10 Wo.)Country |                                  |
| 2004 | The Lord Loves the Drinkin’ Man Savin’ the Honky Tonk    | — | Country36 (14 Wo.)Country |                                  |
| 2005 | I’m a Saint Savin’ the Honky Tonk                        | — | Country33 (20 Wo.)Country |                                  |
| 2005 | A Hard Secret to Keep Savin’ the Honky Tonk              | — | Country59 (2 Wo.)Country |                                  |
| 2007 | Rollin’ with the Flow                                    | — | Country25 (27 Wo.)Country |                                  |
| 2009 | She Never Got Me Over You Rollin’ with the Flow          | — | Country49 (9 Wo.)Country |                                  |
| Folgende Lieder erschienen nicht als Single, wurden aber durch das Album zum Download und Streaming bereitgestellt und konnten somit eine Platzierung erlangen: |                                                          | | |                                  |
| |                                                          | | |                                  |
| 1997 | What Child Is This A Country Christmas from WKIS 99.9    | — | Country75 (1 Wo.)Country |                                  |

Weitere Singles
- 2006: Heard It in a Love Song
- 2007: That Good That Bad
- 2008: When You Love Her Like Crazy
- 2008: (Come on In) The Whiskey’s Fine
- 2008: Things to Do in Wichita
- 2009: Goin’ On Later On
- 2010: Lovin’ Her Was Easier (Than Anything I’ll Ever Do Again)
- 2013: When the Lights Go Out (Tracie’s Song)
- 2016: Oughta Miss Me By Now
- 2017: Hot

## Die bedeutendsten Auszeichnungen
| Jahr | Org. | Award         | Titel |
| ---- | ---- | ------------- | ----- |
| 1993 | CMA  | Horizon Award |       |